# Valingeträsk
Valingeträsk är en sjö i Haninge kommun i Södermanland och ingår i Tyresån-Trosaåns kustområde. Sjön har en area på 0,13 kvadratkilometer och ligger 8,3 meter över havet.

## Delavrinningsområde
Valingeträsk ingår i det delavrinningsområde (654548-678578) som SMHI kallar för Utloppet av Valingeträsk. Medelhöjden är 26 meter över havet och ytan är 1,77 kvadratkilometer. Det finns inga avrinningsområden uppströms utan avrinningsområdet är högsta punkten. Avrinningsområdets utflöde mynnar i havet.